# فرودگاه سولبرگ–هانترداون
فرودگاه سولبرگ-هانترداون (به انگلیسی: Solberg-Hunterdon Airport) یک فرودگاه همگانی بهره‌برداری هوایی است که یک باند فرود آسفالت و چمن دارد و طول باند آن ۱۱۳۸ متر است. این فرودگاه در کشور ایالات متحده آمریکا قرار دارد و در ارتفاع ۵۹٫۴ متری از سطح دریا واقع شده است.